# إدوين بورخا
إدوين بورخا هو سباح فلبيني، ولد في 6 يوليو 1958.

## وصلات خارجية
- إدوين بورخا على موقع الاتحاد الدولي للسباحة (الإنجليزية)
- إدوين بورخا على موقع أوليمبيديا (الإنجليزية)